# Montcornet (Ardennes)
Montcornet is een gemeente in het Franse departement Ardennes (regio Grand Est) en telt 226 inwoners (2004). De plaats maakt deel uit van het arrondissement Charleville-Mézières.

## Geschiedenis
Montcornet fuseerde in 1973 met Cliron tot Montcornet-en-Ardenne. Dit werd in 1989 weer ongedaan gemaakt, waarop Montcornet weer een zelfstandige gemeente werd. De gemeente werd op 22 maart 2015 opgenomen in het op die dag gevormde kanton Bogny-sur-Meuse nadat het kanton Renwez, waar de gemeente tot dan toe onder viel, werd opgeheven.

## Geografie
De oppervlakte van Montcornet bedraagt 11,3 km², de bevolkingsdichtheid is 20,0 inwoners per km².
De onderstaande kaart toont de ligging van Montcornet (Ardennes) met de belangrijkste infrastructuur en aangrenzende gemeenten.

## Demografie
Onderstaande figuur toont het verloop van het inwonertal.
Vanwege een beveiligingsprobleem met de MediaWiki Graph-software is het momenteel niet mogelijk deze grafiek weer te geven. Zodra de software is bijgewerkt zal de grafiek vanzelf weer zichtbaar worden.

## Bezienswaardigheden
Een bezienswaardigheid in Montcornet is de kasteelruïne Kasteel van Montcornet, bijgenaamd het "Colosseum van de Middeleeuwen".

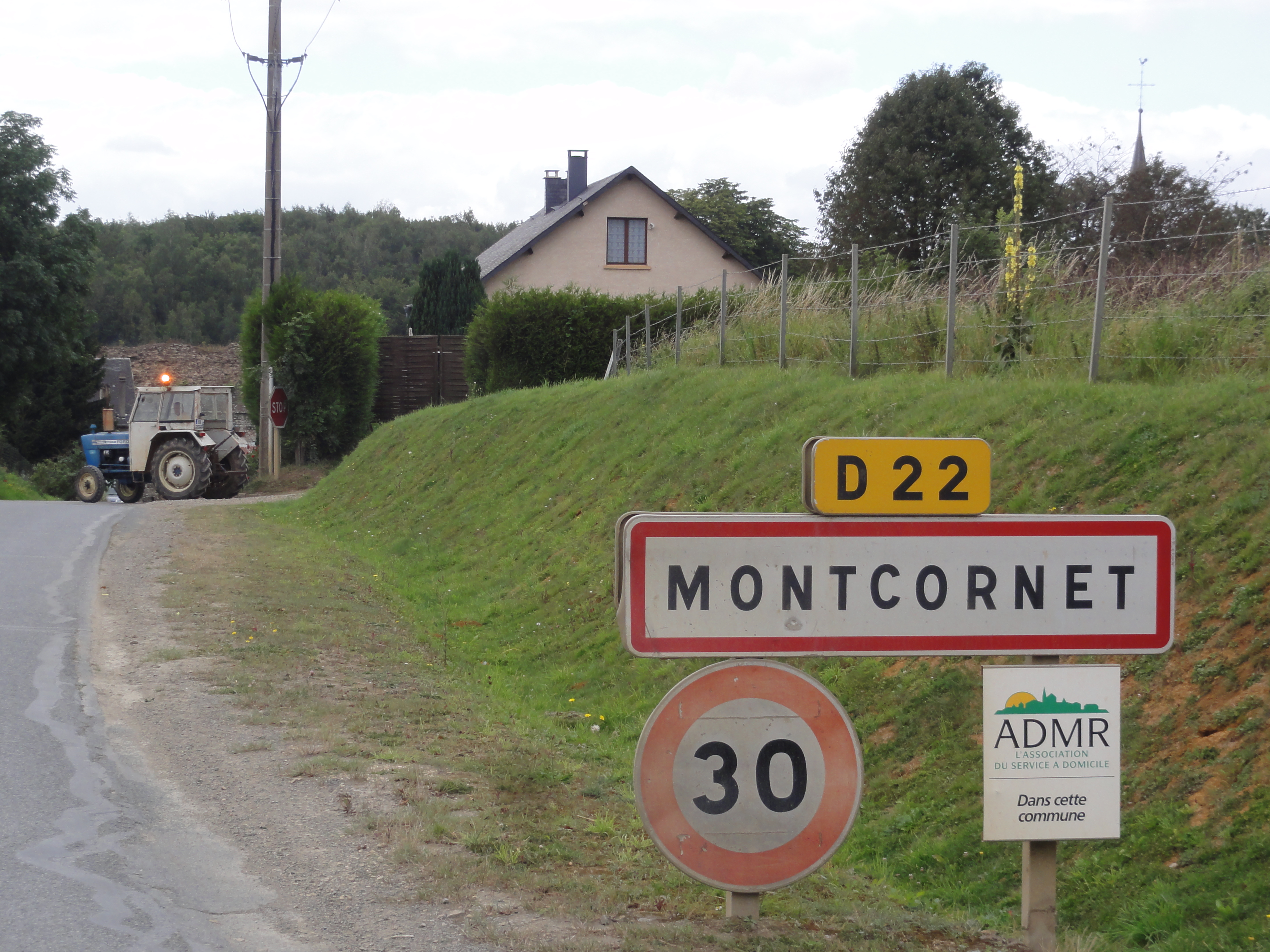
Entree van Montcornet
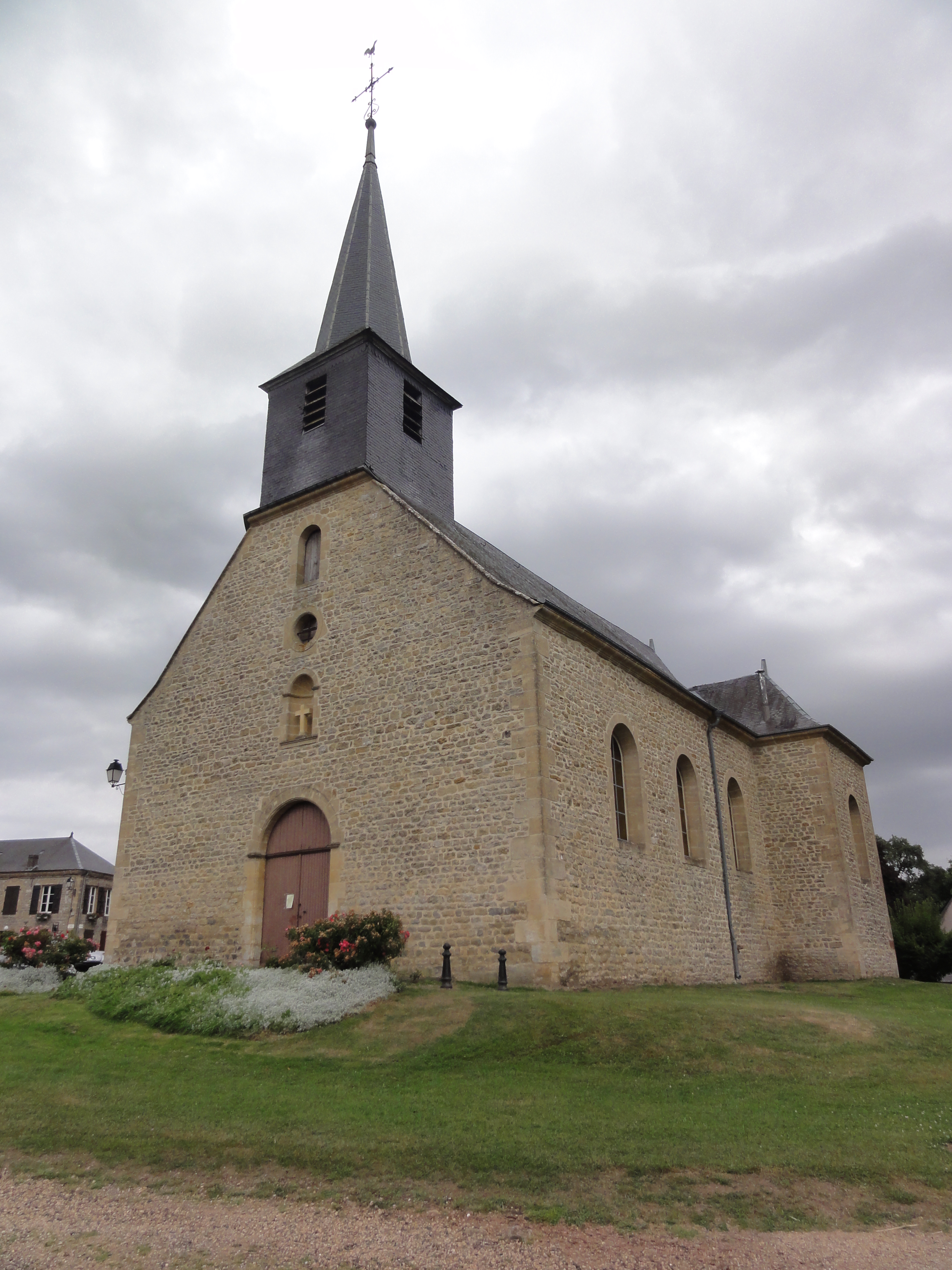
Kerk
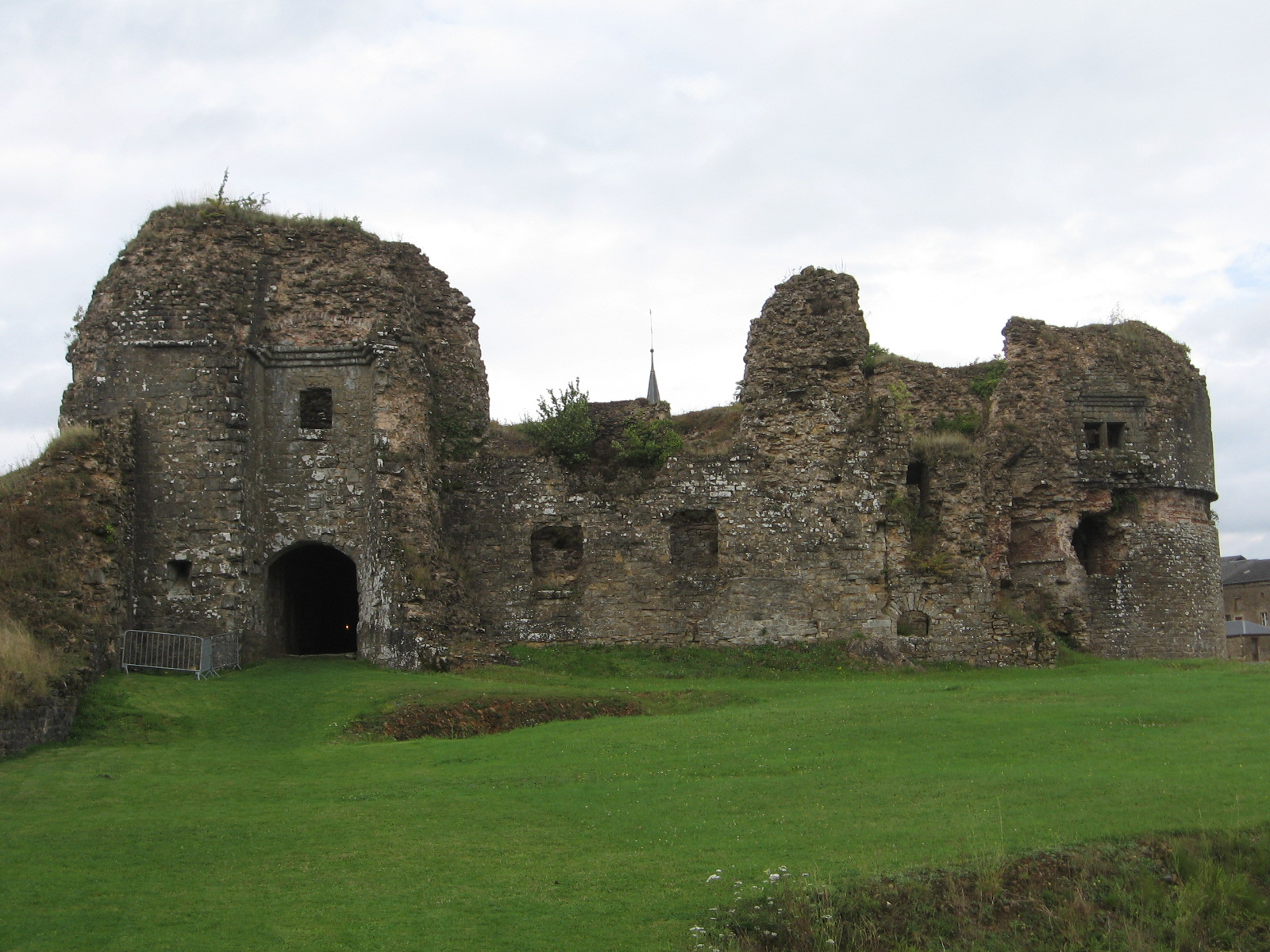
Ruïnes van het kasteel van Montcornet

Bogny-sur-Meuse · Deville · Haulmé · Les Hautes-Rivières · Joigny-sur-Meuse · Laifour · Les Mazures · Montcornet · Monthermé · Renwez · Thilay · Tournavaux